# La Roche-Blanche, Puy-de-Dôme
 Roche-Charles-la-Mayrand  là một xã thuộc tỉnh Puy-de-Dôme trong vùng Auvergne-Rhône-Alpes miền trung nước Pháp. Xã này nằm ở khu vực có độ cao trung bình 900 mét trên mực nước biển.